# Inšallah, Madona, inšallah
Inšallah Madona, inšallah је збирка прича Миљенка Јерговића. Књига је преведена на италијански и белоруски језик.

## Композиција
Необичност ове збирке прича јесте у њиховом настанку. Приче су инспирисане босанским  севдалинкама (шеснаест песама) и далматинским клапским песмама (три песме). Иако је писац, како сам каже, песме слушао од различитих извођача, који су песме често мењали, у њима је , песмама, ипак, остала снажна лирска основа и слутња конкретног животног бола и губитка.  Аутора је занимао догађај који је стајао иза саме песме, па нам он тако прича причу (допричава песму).
У њој се мешају Запад и Оријент, прошлост и садашњост, хришћани и муслимани, Каури и Турци, Османско и Хабзбуршко царство, стара и нова Југославија, Хрвати, Бошњаци, Срби, Црногорци, Далматинци, Херцеговци, Арапи, Јевреји ...— Миљенко Јерговић, за Блиц 2011. године
Важну улогу за настанак приче,  за писца, имала је, свакако, мелодија, начин на који се нека песма певала, како је  звучао глас певача од кога је песму слушао, како је звучао инструмент ... У приче је уткан и низ ситуација у којима је песма слушана. Сам текст није био довољан за  настанак приче. Оно што је најважније за настанак приче јесте звучни запис.
Фаталистички карактер ових прича писац дочарава самим насловом ове збирке. У причама имамо људске судбине које су у божијим рукама: Inšallah (у значењу ако бог да) и Madona (Госпа или Богородица). Јерговићеви јунаци чезну за својим недостижним, немогућим или неоствареним љубавима. Испуњени су, због тога, дубоком тугом и патњом и то осећају целим својим бићем.
| Списак прича                       | Списак песама                               |
| ---------------------------------- | ------------------------------------------- |
| Приче инспирисане севдалинкама     |                                             |
| Гурбет                             | Окрени се низ ђул башчу                     |
| Јилдуз                             | Служим цара девет годин’ дана               |
| Теспих                             | Шехидски растанак                           |
| Запис                              | Сунце би сјало сјати не може                |
| Халал                              | Све птичице ластавице једним гласом пјевају |
| Асаг                               | Али паша на Херцеговини                     |
| Зулум                              | Дјевојка соколу зулум учинила               |
| Алкатмер                           | Мајка Меха луда оженила                     |
| Иџтихад                            | Ђулзулејха                                  |
| Акрап                              | Боса Мара Босну прегазила                   |
| Теман                              | Кад каури Ливно поробише                    |
| Дерт                               | Има л’ јада ко кад акшам пада               |
| Мектеб                             | У Мостару чуда мектеб кажу                  |
| Јатриб                             | У Требињу граду вел’ка жалост кажу          |
| Гасул                              | Дјевојка се Сунцу замерила                  |
| Мејташ                             | Пут путује Латиф ага                        |
| Приче инспирисане клапским песмама |                                             |
| Мисир                              | Заспало је сироче                           |
| Јид                                | Ка’ смо здигли црјену капу                  |
| Лепант                             | Код Лепанта, сунце моје                     |

## Народни певачи и извођачи од којих је аутор прича песме слушао
- Заим Имамовић
- Бењамин Исовић
- Сафет Исовић
- Јозо Пенава
- Емина Зечај
- Илијаз Делић
- Mostar Sevdah Reunion
- Химзо Половина
- Нада Мамула
- Зора Дубљевић
- Зехра Деовић
- Мухамед Хамић Мешановић
- Меша Гребајшевић
- Љубо Стипишић Далмате
- тенор Шпира
- Иван Ловреновић

## Пријатељи од којих је аутор прича песме слушао
- Семиздин
- Ахмед
- Ана

## Издања књиге
1. Inšallah Madona, inšallah, Загреб, Durieux, 2004.,  9789531882002
2. Inšallah Madona, inšallah, Београд, Ренде, 2011.,  9788661730115
3. Insallah, Madona insallah, Libri Scheiwiller, 2007.
4. Іншала, Мадона, іншала, Менск, 2012.